# ساکه‌گاوا، یاماگاتا
ساکه‌گاوا، یاماگاتا (به لاتین: Sakegawa, Yamagata) یک منطقهٔ مسکونی در ژاپن است که در استان یاماگاتا واقع شده‌است. ساکه‌گاوا ۱۲۲٫۱۴ کیلومتر مربع مساحت و ۴٬۲۹۷ نفر جمعیت دارد.